# Нежна срца и дијадеме
Нежна срца и дијадеме (енгл. Kind Hearts and Coronets) је британска криминалистичка црна комедија из 1949. године, режисера и ко-сценаристе Роберта Хејмера. Главне улоге у филму тумаче Денис Прајс, Валери Хобсон, Џоун Гринвуд и Алек Гинис, који глуми осам ликова. Радња филма је лабаво заснована на роману Israel Rank: The Autobiography of a Criminal Роја Хорнимана и прати Луија Д’Аскојна Мазинија, сина жене које се њена аристократска породица одрекла јер се удала за човека ниже друштвене класе. Након њене смрти, осветољубиви Луи одлучује да преузме породично војводство тако што ће убити осморо људи испред њега у линији наслеђивања титуле.
Мајкл Балкон, директор компаније Ealing Studios и продуцент филма, лично је одабрао Хејмера за позицију редитеља. Филм је сниман у септембру 1948. у замку Лидс и другим локацијама у Кенту. Теме класе и сексуалне репресије провлаче се кроз филм, посебно љубав између класа.
Филм је биоскопски објављен 13. јуна 1949. у Уједињеном Краљевству и наишао је на позитивне реакције критичара. Позитиван пријем је задржао и у годинама које су уследиле, а Британски филмски институт га је 1999. поставио на шесто место листе „100 најбољих британских филмова”. Године 2005. часопис Time га је уврстио на листу 100 најбољих филмова снимљених након 1923. године.

## Радња
У едвардијанској Енглеској, Луи Д’Аскојн Мазини, 10. војвода од Чалфонта, налази се у затвору, где због убиства чека вешање следећег јутра. Док пише своје мемоаре, његова прича је приказана у флешбеку.
Његова мајка, најмлађа ћерка 7. војводе од Чалфонта, побегла је са италијанским оперским певачем по имену Мацини и њена породица је се одрекла јер се удала за човека ниже друштвене класе. Мазинијеви су били сиромашни, али срећни све док Мазини није умро убрзо након синовљевог рођења. Луијева мајка одгаја га упознајући га са историјом своје породице и говори му како, за разлику од већине других перова, војводство Чалфонт може да припадне и женским наследницима. Једини Луијеви пријатељи из детињства су Сибела и њен брат, деца локалног доктора.
Када Луи напусти школу, његова мајка пише свом рођаку лорду Аскојну Д’Аскојну, власнику банке, за помоћ у покретању каријере њеног сина, али је одбијена. Луи је приморан да ради као помоћник у драперијској радњи. Када његова мајка умре, њена последња жеља да буде сахрањена у породичној гробници у замку Чалфонт је одбијена. Луи предлаже брак Сибели, али она исмејава његову понуду и удаје се за Лајонела Холанда, бившег школског друга њеног брата који има богатог оца. Убрзо након тога, Луи се посвађа са муштеријом, Аскојном Д’Аскојном, банкаревим јединим дететом, због чега добија отказ.
Луи одлучује да убије Аскојна Д’Аскојна и осталих седам људи који се налазе испред њега по редоследу наслеђивања војводства. Након што је организовао фаталну несрећу за чамац на којем су се налазили Аскојн Д’Аскојн и његова љубавница, Луи пише писмо саучешћа оцу своје жртве, лорду Аскојну Д’Аскојну, који га запошљава као службеника. Након његовог каснијег унапређења, Луи узима стан у лондонском Сент Џејмсу, у коме се састаје са Сибелом.
Луи потом циља Хенрија Д’Аскојна, страственог фотографа аматера. Упознаје Хенрија и очарава га његова супруга Едит. Он у лампи Хенријеве мрачне собе замењује бензин за парафин, што резултује Хенријевом смрћу. Луи одлучује да је удовица подобна да буде његова војвоткиња. Велечасни лорд Хенри Д’Аскојн је следећа жртва. Представљајући се као бискуп Матабелеленда, Луи трује вино лорда Хенрија после вечере. Са прозора свог стана, Луи затим користи лук и стрелу да обори балон са којег суфражеткиња леди Агата Д’Аскојн баца летке изнад Лондона. Луи затим шаље генералу лорду Руфусу Д’Аскојну теглу кавијара у којој се налази бомба. Адмирал лорд Хорејшио Д’Аскојн представља изазов, јер ретко долази на копно. Међутим, игром случаја, он одлучује да потоне са својим бродом након што је изазвао судар на мору.
Када Едит пристане да се уда за Луија, они обавештавају Етелреда, 8. војводу, удовца без деце. Он их позива да проведу неколико дана у замку Чалфонт. Када Етелред случајно открије Луију да намерава да се поново ожени како би добио наследника, овај организује ловачку „несрећу”. Пре него што устрели војводу, он открива свој мотив. Лорд Аскојн Д’Аскојн умире од шока сазнања да је постао 9. војвода, због чега Луи не мора да убије свог љубазног послодавца. Луи наслеђује војводство, али се његов тријумф показао краткотрајним.
Сибелин муж, Лајонел, једном приликом раније је пијан молио Луија за финансијску помоћ како би избегао банкрот, али га је овај одбио. Лајонел је касније пронађен мртав, а детектив Скотланд Јарда хапси Луија под сумњом за убиство. Луи бира да му суде његови перови у Дому лордова. Током суђења, Луи и Едит су венчани. Сибела лажно сведочи да се Лајонел спремао да тражи развод и да именује Луија као саодговорника у разводу. Иронично, Луи је осуђен за убиство о којем никада није ни размишљао.
Луија посећује Сибела, која примећује да би откриће Лајонелове поруке о самоубиству и Едитина смрт ослободили Луија и омогућили им да се венчају, на шта он пристаје. Неколико тренутака пре његовог вешања, откриће поруке обезбеђује његово ослобађање. Луи налази и Едит и Сибелу како га чекају испред затвора, али је неодлучан коју да изабере. Када му један репортер каже да часопис Tit-Bits жели да објави његове мемоаре, Луи се изненада сети да их је оставио у ћелији (путем којих је полицији пружио потпуно признање).

## Улоге
| Глумац        | Улога                           |
| ------------- | ------------------------------- |
| Денис Прајс   | Луи Мазини                      |
| Денис Прајс   | Мазинијев отац                  |
| Алек Гинис    | Етелред, 8. војвода од Чалфонта |
| Алек Гинис    | велечасни лорд Хенри            |
| Алек Гинис    | генерал лорд Руфус              |
| Алек Гинис    | адмирал лорд Хорејшио           |
| Алек Гинис    | лорд Аскојн                     |
| Алек Гинис    | млади Аскојн                    |
| Алек Гинис    | леди Агата                      |
| Алек Гинис    | млади Хенри                     |
| Валери Хобсон | Едит Д’Аскојн                   |
| Џоун Гринвуд  | Сибела                          |
| Одри Филдс    | Мазинијева мајка                |
| Џон Пенроуз   | Лајонел                         |
| Сесил Рамејџ  | адвокат тужилаштва              |
| Хју Грифит    | лорд председавајући             |
| Џон Салу      | господин Перкинс                |
| Ерик Меситер  | инспектор Бергојн               |